# Râul Nadișa
Râul Nadișa este un curs de apă, afluent al râului Tazlău.